# Cavendishia glandulosa
Cavendishia glandulosa är en ljungväxtart som beskrevs av A. C. Smith. Cavendishia glandulosa ingår i släktet Cavendishia och familjen ljungväxter. Inga underarter finns listade i Catalogue of Life.